# Noc 16 stycznia
The Night of January 16th – sztuka napisana przez Ayn Rand, zainspirowana filmem "Zapałczany król", o gigancie branży zapałczanej, finansiście szwedzkiego pochodzenia Ivarze Kreugerze. Stworzona pierwotnie pod inną nazwą w 1934, jej akcja w całości ma miejsce w sali sądowej i koncentruje się na procesie o morderstwo. Była hitem sezonu 1935-36 na Broadwayu. Sztuka dotyczy zdolności człowieka do postrzegania siebie jako ważnego i istniejącego w społeczeństwie tracącym moralność. Porusza również kwestie miłości, lojalności i zdrady.
Szczególnie interesującym elementem sztuki jest użycie widzów jako ławy sędziowskiej. W zależności od tego czy "ława" uzna oskarżonego w sztuce za "winnego" lub "niewinnego" – sztuka ma inne zakończenie. Inna unikatowa cecha to brak określenia jakie zdarzenia w rzeczywistości miały miejsce w nocy 16 stycznia, zmuszając aktorów podczas odgrywania sztuki do zdecydowania ile prawdy znajdzie się w ich zeznaniach. Ponieważ wielu świadków przeczy sobie nawzajem, jest prawie pewne, że niektórzy z nich kłamią.

## Fabuła
Bjorn Faulkner zdefraudował miliony dolarów pochodzące od inwestorów, poprzez zainwestowanie nieposiadanej przez niego gotówki w uzyskanie kontroli nad handlem złotem. W dniu katastrofy staje wobec bankructwa pomimo zastrzyku pieniędzy od Johna Grahama Whitfielda, prominentnego bankiera, którego córka, Nancy Lee, wyszła za Faulknera krótko po udzieleniu mu pożyczki.
W nocy 16 stycznia, Karen Andre i Bjorn znajdują się w apartamencie na dachu Budynku Faulknera w Nowym Jorku podczas śmierci Faulknera spowodowanej upadkiem z dachu. Sensem i celem sztuki jest określenie czy mogło to być samobójstwo – czy morderstwo.
Przeciwko Karen Andre zostaje wysunięte oskarżenie o zamordowanie Faulknera. Jest oskarżona przez prokuratora Flinta i broniona przez prawnika, pana Stevensa.
W ciągu trzech aktów sztuki, dwóch prawników powołuje wielu świadków, w tym lekarzy, ochronę budynku Faulknera, prywatnych detektywów, notorycznego gangstera, a każde kolejne zeznanie tworzy coraz bardziej sprzeczne i zawikłane wersje.

## Postacie

### Główne postacie
- Bjorn Faulkner — Bjorn jest pochodzenia szwedzkiego i był uważany za głównego gracza światowego przemysłu i handlu związanego ze złotem. Na początku sztuki wiadome jest, że osiągnął tę pozycję oszukując inwestorów i stosując wątpliwe praktyki finansowe. Ożenił się z Nancy Lee Faulkner na krótko przed śmiercią. Śmierć stanowi początek sztuki, Bjorn nie pojawia się w trakcie spektaklu.
- Karen Andre — Oskarżona. Karen Andre była kochanką i sekretarką Bjorna Faulknera przez ostatnie dziesięć lat, odkąd została zatrudniona w wieku lat 18. Jest typową bohaterką twórczości Rand: niezależna, ateistyczna, ignorujące społeczne normy.
- Mr. Stevens — Obrońca Karen Andre. Zdaje się podzielać ideały którym Bjorn i Karen poświęcili życie.
- Mr. Flint — Oskarżyciel. Stoi na stanowisku tradycyjnych wartości i chciałby, aby Karen w tym samym stopniu została skazana za wystąpienie przeciwko status quo, co za swoją winę.

### Świadkowie oskarżenia
- Dr. Thomas Kirkland — Konsultant medyczny prowincji. Dostarcza akt zgonu i protokół stanu zwłok po upadku, jest także autorem raportu.
- John Joseph Hutchins — Poczciwy starszy człowiek. Jest strażnikiem nocnym budynku Faulknera. Jest jednym ze świadków, którzy widzieli Bjorna i Karen w nocy 16 stycznia. [Ze skryptu "Noc 16stego stycznia", prawo autorskie Ayn Rand, 1968.]
- Homer Herbert Van Fleet — Prywatny detektyw wynajęty przez Nancy Lee Faulkner, śledzący Bjorna od dnia ślubu Bjorna i Nancy. Głównym elementem jego zeznania dotyczącego zdarzeń z 16 stycznia, których również był świadkiem. Mówi niezbyt jasno, lecz próbuje to kompensować przytaczając skrupulatne notatki ze swoich obserwacji, do których często się odwołuje. Jest nieco zarozumiały.
- Magda Svenson — Szwedka z kiepskim akcentem. Bardzo religijna i surowa. Była opiekunką Bjorna Faulknera kiedy był dzieckiem, i obecnie pracuje jako jego gospodyni domowa. Jej zeznanie obejmuje okres pomiędzy zatrudnieniem Karen Andre i nocą 16 stycznia. Głęboko nie zgadza się z seksualną swobodą Karen, ale wciąż kocha Bjorna, tak jakby był jej własnym dzieckiem.
- Detective Elmer Sweeney — Inspektor policji i pierwszy policjant na miejscu zbrodni. Jest osobą, która znalazła list samobójczy Bjorna. Okazuje się niezbyt błyskotliwy i cokolwiek naiwny.
- Nancy Lee Faulkner — Wdowa po Bjornie Faulknerze i córka Johna Grahama Whitfielda. Poznaje Bjorna na towarzyskim bankiecie i decyduje że musi go zdobyć. Jej zeznanie obejmuje znajomość i ślub, ukazane idyllicznie.
- John Graham Whitfield — Teść Bjorna Faulknera. Jest szefem Whitfield National Bank. Uważa się za osobę która nigdy nie traci zimnej krwi, jednak okazuje się kłamcą w obydwu przypadkach kiedy wzywa się go do stawienia się. W swoim pierwszym wystąpieniu zeznaje głównie w sprawach finansowych Bjorna.

### Świadkowie obrony
- Siegurd Jungquist — Szwed ze śladowym akcentem. Został wynajęty przez Bjorna Faulknera jako księgowy, i awansowany na sekretarza po zwolnieniu Karen. Głęboko podziwia Bjorna, byłby zdolny do wszystkiego aby mu pomóc. Jego zeznanie obejmuje zdarzenia pomiędzy zwolnieniem Karen a nocą 16 stycznia i związane z tym kwestie finansowe. Wybucha kiedy zostaje przez D.A. nazwany kłamcą.
- Lawrence "Twardziel" Regan — Gangster zakochany w Karen Andre. Jego zeznanie obejmuje czas od poznania Karen dzień przed procesem. Opowiada przebieg zdarzeń po opuszczeniu apartamentu Andre przez niego i Bjorna. Oskarża Johna Grahama Whitfielda o zabicie Faulknera.
- Karen Andre — Kochanka i partner biznesowy Faulknera. Oskarża Nancy Lee Whitfield o awans społeczny poprzez małżeństwo.
- John Graham Whitfield — Jego drugie wystąpienie zawiera odpowiedzi na pytania obrony.

## Historia
Rand napisała sztukę w roku 1933 tytułując ją Legenda apartamentu. Jej agent wysłał ją do wielu producentów teatralnych w Nowym Jorku, ale była konsekwentnie odrzucana. Ostatecznie zaakceptowała ofertę E.E. Clive'a aby wyprodukować sztukę w Hollywood Playhouse w Los Angeles. Została wystawiona w październiku 1934 pod tytułem "Oskarżona kobieta". Rand opisywała później produkcję jako "słabo zrealizowaną ze względu na brak funduszy" oraz "zrealizowaną kompetentnie, lecz niezbyt atrakcyjnie". Sztuka jednakowoż odniosła spory sukces i uzyskała nieco pozytywnych recenzji.
Pod koniec jej wystawiania w Los Angeles, Al Woods zaoferował wyprodukowanie sztuki na Broadwayu, pod warunkiem wprowadzenia kilku zmian. Jedną z nich była zmiana tytułu na Noc 16 stycznia. Rand nie podobał się ten tytuł, lecz kiedy sztuka okazała się sukcesem zdecydowała, że jest zbyt znana aby ponownie zmieniać jej tytuł. Nie odpowiadały jej również inne zmiany wprowadzone przez Woodsa, włącznie z wprowadzeniem nowej postaci i zmianami dialogu. Po kilku początkowych opóźnieniach w związku z organizowaniem przez Woodsa finansowania, sztuka została wystawiona na Broadwayu we wrześniu 1935, a następnie powtarzana przez okres sześciu miesięcy. Woods uruchomił później produkcję w innych miastach, w tym Chicago, Los Angeles i w Londynie.
Element z wyborem ławy przysięgłych spośród widzów wywołał małe kontrowersje wśród producentów rozważających wystawienie sztuki, a nawet u reżysera wynajętego przez Woodsa. Byli zdania że zburzy to teatralność, i obawiali się, że widzowie odmówią udziału. Po sukcesie sztuki element wyboru ławy przysięgłych przysporzył jej sławy i zgasił krytycyzm. Niemniej, oryginalna realizacja odebrała kilka negatywnych recenzji, a sama Rand miała wątpliwości nawet co do pozytywnych recenzji, ze względu na zmiany wprowadzone przez Woodsa.
Sztuka została opublikowana pierwotnie w 1936 do użytku w teatrach amatorskich, w postaci wersji zredagowanej przez Nathaniela Edwarda Reeida, zawierającej zmiany później "uprzątnięte" (jak później opisywała to Rand) w celu usunięcia niektórych elementów. Rand straciła prawa do tej wersji w związku ze zmianami. Utraciła również wersję filmową z 1941 wyprodukowaną przez Paramount Pictures. Nie brała udziału w produkcji. Zatrudniono trzech innych scenarzystów do napisania scenariusza, o którym Rand twierdziła, że zawiera tylko jedną linię z jej oryginalnych dialogów. Film nie zdobył szczególnego zainteresowania kiedy został wydany, a większość recenzji była negatywna.
W latach 60. Rand przejrzała tekst wycofując większość zmian, i opublikowała "definitywnie ostateczną wersję" w 1963 ze wstępem opisującym historię sztuki. Wniosła dziesiątki małych poprawek językowych do produkcji sztuki w 1973 r.